# Безим'янна
Безим'я́нна (рос. Безымянная) — присілок у складі Верховазького району Вологодської області, Росія. Входить до складу Нижньо-Вазького сільського поселення.

## Населення
Населення — 95 осіб (2010; 111 у 2002).
Національний склад (станом на 2002 рік):
- росіяни — 97 %